# 惟宗基言
惟宗 基言（これむね の もとこと）は、平安時代後期の貴族。伊賀守・惟宗孝言の子。官位は従五位下・日向守。

## 経歴
白河院政期前期の嘉保元年（1094年）少内記に任ぜられると、権少外記を経て、康和元年（1099年）少外記と文官を歴任する。白河院政期末の大治3年（1128年）日向守として受領に転じた。
天養2年（1145年）11月3日卒去。

## 官歴
- 嘉保元年（1094年） 日付不詳：少内記見正六位上[1]
- 時期不詳：権少外記
- 康和元年（1099年） 正月23日：少外記、元権少外記[2]
- 大治3年（1128年） 正月24日：日向守[3]
- 天養2年（1145年） 11月3日：卒去[2]

## 系譜
『惟宗家系』による。
- 父：惟宗孝言
- 母：不詳
- 生母不詳の子女
  - 男子：惟宗広世
  - 男子：惟宗広言（1132-1189）